# Can Ferreres (Polinyà)
Can Ferreres és una masia de Polinyà (Vallès Occidental) inclosa a l'Inventari del Patrimoni Arquitectònic de Catalunya.

## Descripció
La masia de Can Farreras a Polinyà malgrat presenta unes característiques que fan que es mantingui dins de la tipologia de les masies de la contrada. La seva estructura interior i la divisió dels espais reflectida a l'exterior per la distribució irregular de les obertures amb la conseqüent asimetria de la façana. La seva modificació és deguda a les necessitats imposades per la funció rural. Els murs de pedres de riera barrejades amb pedres més grans presenten restes d'arrebossat, sobretot a la seva part superior. A la planta baixa hi ha el portal d'accés a l'interior del habitatge que es d'arc rodó de mig punt adovellat, a la dreta s'hi ha practicat una obertura quadrada -molt més recent- que dona accés a l'estatge pels estris del camp. Les finestres del pis no tenen un tractament especialment remarcable. La coberta a dues vessants és de teules àrabs i amb un ràfec en voladís per dues filades de teules disposades de forma harmònica que confereixen un motiu ornamental a la part superior de l'edifici.